# Nagroda im. Mariana Mięsowicza
Nagroda im. Mariana Mięsowicza – nagroda naukowa za wybitne osiągnięcia w dziedzinie fizyki. Przyznaje ją Rada Polskiej Akademii Umiejętności (PAU) od 1997 roku. Otrzymać ją mogą uczeni polscy za pracę z zakresu fizyki, astrofizyki, biofizyki lub geofizyki, opublikowaną w czasopiśmie międzynarodowym. Zgodnie z art. 6 regulaminu nagrody:
„Wysokość nagrody nie może być mniejsza niż półroczna pensja profesora wyższej uczelni. Nagroda nie może być podzielona między więcej niż trzech autorów nagrodzonej pracy”.
Prawo złożenia wniosku o przyznanie nagrody posiadają członkowie Wydziału III Nauk Ścisłych i Technicznych PAU. Patronem nagrody jest prof. Marian Mięsowicz (1907–1992).

## Laureaci
Lista jest oparta na oficjalnej stronie WWW nagrody:
- 1997: dr Władysław Wolter
- 1999: dr hab. Piotr Bizoń, dr Tadeusz Chmaj
- 2001: dr Krzysztof Golec-Biernat
- 2003: prof. dr hab. Stanisław Jadach
- 2005: prof. dr hab. Piotr Chankowski
- 2007: prof. dr hab. Marek Jeżabek
- 2009: prof. dr hab. Wojciech Broniowski, prof. dr hab. Wojciech Florkowski
- 2011: dr hab. Grzegorz Pietrzyński, dr hab. Igor Soszyński
- 2013: prof. dr hab. Romuald Janik
- 2015: prof. dr hab. Jacek Dziarmaga
- 2017: prof. dr hab. Krzysztof Sacha[2]
- 2019: dr hab. Bogdan Damski, dr hab. Marek Rams
- 2021: dr hab. inż. Bartłomiej Wiendlocha, profesor AGH
- 2023: prof. Tomasz Skwarnicki
- 2025: prof. Piotr Bożek